# Модзалевские
Модзалевские (пол. Modzelowski, Modzolewski) — дворянский род польского происхождения.
Восходит к началу XV в., отдельные ветви рода пользовались гербами: Бойча или Модзеле, Боньча, Гербурт или Павенза, Пилява, Сырокомля и Трживдар.
Одна отрасль рода Модзалевских (герба Гербурт), вероятно, переселилась в середине XVII в. в Малороссию; о представителях этой ветви — см. ниже. Эта отрасль Модзалевских внесена во II часть родословных книг Петроградской и Черниговской губерний, а остальные — в I и VI части родословных книг Волынской, Гродненской, Киевской и Минской губерний и в книги дворян Царства Польского.

## Генеалогия
- Фёдор Модзалевский (ум. 1706 (?)) — сотник Топальский Стародубского полка (1700—1706).
  - Иван Фёдорович (1696—1767) — значковый товарищ.
    - Пётр Иванович
    - Тимофей Иванович
    - Семён Иванович (ок. 1730 — 1805) — сотник, был женат на Екатерине Елинской (1745—1784).
      - Василий Семёнович (1772—1855) — подполковник, командир Стародубовского кирасирского полка, участник Наполеоновских войн.

    - Фёдор Иванович (1734—?) — войсковой товарищ.
      - Лев Фёдорович (1764—1800) — военный хирург
        - Николай Львович (ок. 1797 — 1870) — штабс-капитан, участник Русско-турецкой войны, кавалер ордена Св. Анны 3-й степени (1831)
          - Елизавета Николаевна (1829—1856)
          - Лев Николаевич (1837—1896) — выдающийся русский педагог
            - Борис Львович (1874—1928) — историк литературы и генеалог
              - Лев Борисович (1902—1948) — советский историк литературы, пушкинист, архивист.

            - Всеволод Львович (1879—1936) — русский и советский морской офицер, полярный капитан, участник Цусимского сражения.
            - Вадим Львович (1882—1920) — историк и археограф, автор Малороссийского гербовника

          - Константин Николаевич (1844—1917) — педагог, редактор-издатель журнала «Семья и школа»

## Описание герба
В голубом поле золотая шестиконечная звезда, пронзённая тремя мечами в звезду.
Нашлемник: пять страусовых перьев, из них крайние и среднее окрашены золотом, остальные голубые.
Гербурт

В червлёном щите золотое яблоко, пронзённое накрест тремя серебряными с золотыми рукоятками мечами, два остриями вниз, один в столб остриём вверх. Щит увенчан дворянским коронованным шлемом. Нашлемник: три серебряных страусовых пера. Намёт: червлёный, подложенный золотом.
Герб Модзалевских внесён в Часть 21 Общего гербовника дворянских родов Всероссийской империи, стр. 26.